# Carlos Flores Serrano
Carlos Flores Serrano (Barcelona, 26 de enero de 1989) es un entrenador español de baloncesto.

## Trayectoria
Flores comenzó su carrera en los banquillos como técnico en las categorías inferiores del FC Barcelona en 2013 y sería miembro del área profesional de entrenadores del club durante 8 temporadas.
El 19 de febrero de 2021, se convierte en entrenador del Club Bàsquet Sant Antoni de la Liga EBA. En su primera temporada en Ibiza, clasificó al equipo para el playoff de ascenso a LEB Plata, un salto de categoría que se terminó dando en los despachos tras la renuncia de plaza de algunos equipos.
El 12 de junio de 2021, renueva su contrato con el Club Bàsquet Sant Antoni, para hacer su debut en la Liga LEB Plata. En las dos temporadas dirigiendo al club en Liga LEB Plata, disputaría los play-offs de ascenso a la Liga LEB Oro en ambas ocasiones, finalizando su contrato con el conjunto balear al término de la temporada 2022-23.

### Selección nacional
Flores sería miembro del equipo de técnico de la Federación Española de Baloncesto, encargado de las selecciones base desde 2018 y forma parte del equipo técnico de la Federación Española de Baloncesto donde ha ejercido como asistente en categorías Sub-16, Sub-14 y Sub-22.
En 2022, sería entrenador ayudante de Ángel González Jareño en la selección española de baloncesto sub-16 en el Campeonato Europeo de Baloncesto Masculino Sub-16, donde lograrían el segundo puesto.

## Clubs
- 2013-2021. FC Barcelona. Categorías inferiores.
- 2021-2023. Club Bàsquet Sant Antoni. Liga EBA/Liga LEB Plata. Primer entrenador.